# You (Zhuzhou)
You  (en chino, 攸; pinyin, Yōu) es un condado  bajo la administración directa de la Prefectura Zhuzhou en la Provincia de Hunan, República Popular China.  Su área es de 2648 km² y su población total para 2010 superó los 800 mil habitantes. 

## Administración
Desde marzo de 2023, el  Condado You  se divide en 17 pueblos que se administran en 4 subdistritos y 13 poblados.

## Toponimia
El condado You se llamó originalmente Youshui (攸水县) debido a la presencia del río You (攸水 Youshui) que baña su territorrio. Su nombre se redujo simplemente a You durante la dinastía Tang.

## Clima
Las cuatro estaciones son distintas, la lluvia es abundante y el suelo es fértil. La región pertenece al clima húmedo del monzón medio subtropical y al cinturón forestal siempre verde de hoja ancha. La temperatura promedio anual es de 17.8 °C, el período libre de heladas es de 292 días y la precipitación anual es de aproximadamente 1410 mm.
| Parámetros climáticos promedio de You (1981−2010) | Parámetros climáticos promedio de You (1981−2010) | Parámetros climáticos promedio de You (1981−2010) | Parámetros climáticos promedio de You (1981−2010) | Parámetros climáticos promedio de You (1981−2010) | Parámetros climáticos promedio de You (1981−2010) | Parámetros climáticos promedio de You (1981−2010) | Parámetros climáticos promedio de You (1981−2010) | Parámetros climáticos promedio de You (1981−2010) | Parámetros climáticos promedio de You (1981−2010) | Parámetros climáticos promedio de You (1981−2010) | Parámetros climáticos promedio de You (1981−2010) | Parámetros climáticos promedio de You (1981−2010) | Parámetros climáticos promedio de You (1981−2010) |
| Mes                                               | Ene.                                              | Feb.                                              | Mar.                                              | Abr.                                              | May.                                              | Jun.                                              | Jul.                                              | Ago.                                              | Sep.                                              | Oct.                                              | Nov.                                              | Dic.                                              | Anual                                             |
| ------------------------------------------------- | ------------------------------------------------- | ------------------------------------------------- | ------------------------------------------------- | ------------------------------------------------- | ------------------------------------------------- | ------------------------------------------------- | ------------------------------------------------- | ------------------------------------------------- | ------------------------------------------------- | ------------------------------------------------- | ------------------------------------------------- | ------------------------------------------------- | ------------------------------------------------- |
| Temp. máx. abs. (°C)                              | 25.7                                              | 31.3                                              | 35.6                                              | 36.1                                              | 36.5                                              | 37.7                                              | 40.2                                              | 40.3                                              | 38.8                                              | 36.2                                              | 32.5                                              | 26.0                                              | '                                                 |
| Temp. máx. media (°C)                             | 9.3                                               | 11.6                                              | 15.8                                              | 22.7                                              | 27.8                                              | 30.9                                              | 34.7                                              | 33.6                                              | 29.5                                              | 24.2                                              | 18.5                                              | 12.6                                              | 22.6                                              |
| Temp. media (°C)                                  | 5.7                                               | 8.0                                               | 11.8                                              | 18.1                                              | 23.0                                              | 26.4                                              | 29.8                                              | 28.6                                              | 24.6                                              | 19.3                                              | 13.6                                              | 8.0                                               | 18.1                                              |
| Temp. mín. media (°C)                             | 3.2                                               | 5.4                                               | 8.9                                               | 14.8                                              | 19.4                                              | 23.1                                              | 26.1                                              | 25.1                                              | 21.2                                              | 15.8                                              | 10.1                                              | 4.7                                               | 14.8                                              |
| Temp. mín. abs. (°C)                              | -4.2                                              | -3.6                                              | -1.0                                              | 3.7                                               | 9.8                                               | 13.6                                              | 18.6                                              | 18.1                                              | 12.7                                              | 4.3                                               | -1.7                                              | -9.1                                              | '                                                 |
| Precipitación total (mm)                          | 87.3                                              | 117.7                                             | 174.4                                             | 207.5                                             | 222.1                                             | 209.1                                             | 107.9                                             | 112.4                                             | 69.7                                              | 73.8                                              | 80.9                                              | 55.6                                              | 1518.4                                            |
| Humedad relativa (%)                              | 83                                                | 83                                                | 83                                                | 82                                                | 79                                                | 79                                                | 70                                                | 76                                                | 78                                                | 78                                                | 78                                                | 79                                                | 79                                                |
| Fuente: China Meteorological Data Service Center  |                                                   |                                                   |                                                   |                                                   |                                                   |                                                   |                                                   |                                                   |                                                   |                                                   |                                                   |                                                   |                                                   |

## Recursos
El área de producción de carbón en el territorio es de aproximadamente 171,6 kilómetros cuadrados. A partir de 2012, las reservas geológicas comprobadas son de 430 millones de toneladas. Se distribuye principalmente en 28 aldeas en 5 ciudades y pueblos.